# أحمد المقلد
أحمد خالد المقلد (1984- ) ممثل ومقدم برامج كويتي، بدأ حياته العملية كمقدم برامج عام 2007 ثم اتجه للتمثيل وشارك في العديد من المسلسلات والمسرحيات.

## حياته الفنية
بدأ مشواره الفني عن طريق برنامج عالم الشباب عام 2007 و مسلسل للحب زمن آخر يعتبر أول مسلسل شارك فيه أما أول مسرحية شارك فيها هي مسرحية جمانه والعصابة

## عن حياته الخاصة
لقد تربى على يد المخرج الإذاعي خالد المقلد وهو أب لولد اسمه خالد المقلد وهو حاليا يعمل لدى شركة Weatherford Oil Tools كمهندس نفط

## أعماله

### في التلفزيون

#### المسلسلات
| سنه الإنتاج | اسم المسلسل   | بمشاركة                                                        |
| ----------- | ------------- | -------------------------------------------------------------- |
| 2011        | للحب زمن اخر  | هيفاء حسين، إبراهيم الزدجالي، جاسم النبهان، أحمد السلمان       |
| 2011        | الجليب        | حياة الفهد، صلاح الملا، باسمة حمادة، خالد البريكي، هند البلوشي |
| 2012        | لا وجود للحب  | غازي حسين، سلمى سالم، ملاك، كرم فتحي                           |
| 2013        | جار القمر     | الهام الفضالة، زهرة عرفات، إبراهيم الزدجالي، يعقوب عبد الله    |
| 2013        | مطلقات صغيرات | إبراهيم الزدجالي،عبد الله الطليحي، شهد، أمل العوضي             |
| 2014        | كعب عالي      | محمد جابر، عبد الله التركماني، ياسه، عبد العزيز الحداد         |
| 2014        | سقف واحد      | أحمد السلمان، سلمى سالم، مي البلوشي، عبد الله عباس             |

### في المسرح
| سنه الإنتاج | المسرحية        | بمشاركة                                 |
| ----------- | --------------- | --------------------------------------- |
| 2008        | جمانة و العصابة | سعد الوهيب، عبدالقدوس خالد، بشاير الشطي |
| 2011        | جزيرة الذهب     | شعبان عباس، عماد العكاوي، جاسم الجاسم   |

### في الإذاعة
| البرنامج الإذاعي | بمشاركة       |
| ---------------- | ------------- |
| دويتو            | لولوه الفهد   |
| شباب أف أم       | نوف نبيل      |
| ريميكس           | محمد الجاسر   |
| عيادي الأف أم    | مشاعل الزنكوي |

### وصلات خارجية
- أحمد المقلد على موقع قاعدة بيانات الأفلام العربية